# Государственная премия Республики Татарстан в области науки и техники
Государственная премия Республики Татарстан в области науки и техники (тат. Татарстан Республикасының фән һәм техника өлкәсендәге дәүләт премиясе) — премия, учреждённая 16 апреля 1993 года и присуждаемая президентом Республики Татарстан за вклад в развитие науки и техники.

## Положение о премии
Государственная премия Республики Татарстан в области науки и техники учреждена указом президента Республики Татарстан от 16 апреля 1993 года. Согласно положению о премии, они присуждаются:
- за значительный вклад в развитие гуманитарных, естественных и технических наук, соответствующий уровню передовых отечественных и мировых достижений и способствующий социально-экономическому развитию и духовному прогрессу Республики Татарстан;
- за разработку и внедрение принципиально новых ресурсосберегающих и экологически чистых технологий и техники, прогрессивных материалов, машин и механизмов, которые по своим показателям находятся на уровне лучших мировых аналогов;
- за выдающиеся производственные результаты, полученные на основе широкого внедрения достижений науки и техники и обеспечивающие высокую производительность труда, создание качественно новых видов продукции.

Выдвижение кандидатур и представление работ на соискание премии производится Академией наук Республики Татарстан, её отделениями и институтами, Казанским научным центром Российской академии наук и его институтами, другими научными организациями и учреждениями, высшими учебными заведениями, татарстанскими министерствами и ведомствами, органами исполнительной власти городов и районов, объединениями, предприятиями. Функции комитета по присуждению премий исполняет АН РТ, которая также ведёт реестр награждённых. Премии присуждаются ежегодно президентом Республики Татарстан по рекомендации комиссии. Указы о присуждении премий размещаются на официальном сайте президента в Интернете и в средствах массовой информации.
Первоначально было установлено восемь премий «в сумме пятидесятикратного размера минимальной оплаты труда в Республике Татарстан». В 2000 году сумма премии была повышена до стократного МРОТ, в 2005 году — до 200 тысяч рублей, в 2008 году — до 300 тысяч, в 2014 году — до 500 тысяч. В 2017 году количество премий было снижено до пяти, но при этом повышен размер каждой до 800 тысяч рублей. Выплата производится из средств татарстанского бюджета. В случае присуждения премии коллективам авторов она делится поровну между всеми его членами.
В изначальном указе обозначалось, что премии могут присуждаться не ранее чем через пять лет после предыдущего присуждения. В 2001 году была принята поправка о том, что они «повторно не присуждаются», а в 2017 году был возвращён перерыв в присуждении в пять лет. В случае смерти номинанта на премию допускается её присуждение посмертно, причём диплом, почётный знак и удостоверение вручаются родственникам награждённого, а денежное вознаграждение передаётся по наследству.

## Почётный знак лауреата премии

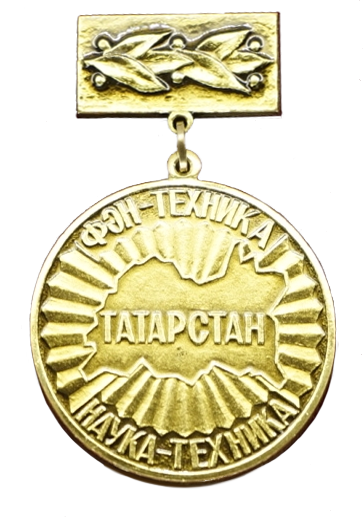
Старый вид знака

Лицам, получившим премии, присваивается звание «Лауреат Государственной премии Республики Татарстан в области науки и техники» с вручением диплома, почётного знака и удостоверения. Внешний вид почётного знака лауреата премии был установлен постановлением кабинета министров Республики Татарстан от 20 июня 1994 года. Согласно данному постановлению, почетный знак представлял собой медаль в виде правильного круга диаметром 35 мм. На аверсе — изображение контура карты Татарстана на фоне рельефных расходящихся золотых лучей, в центре которых надпись «ТАТАРСТАН». В верхней части медали надпись по кругу — «ФӘН ТЕХНИКА», в нижней части — «НАУКА ТЕХНИКА». На реверсе медали в верхней части надпись в три строки — «ДӘҮЛӘТ ПРЕМИЯСЕ ЛАУРЕАТЫ», ниже с небольшим промежутком — «ЛАУРЕАТ ГОСУДАРСТВЕННОЙ ПРЕМИИ». Ещё ниже размещён знак «№», справа от которого — номер медали. Почётный знак при помощи ушка и овального звена крепится к прямоугольной колодке (11 мм на 26 мм) с рельефным изображением лавровой ветви. На обороте колодки имеется булавка для крепления знака. Знак и колодка изготавливались из металлического сплава, имитирующего золото или покрываемого позолотой. Почетный знак лауреата премии носится на правой стороне груди выше других государственных наград. Позднее был установлен новый вид знака.

## Лауреаты премии
По состоянию на 2021 год премии удостоены более 900 человек.